# Lyssna (musikalbum)
Lyssna är Ana Diazs debutalbum bestående av en dubbel-EP som släpptes 2016.

## Låtlista
| 1.           | Fyll Upp Mitt Glas Nu (med Daniel Boyacioglu)        | Ana Diaz, Daniel Boyacioglu, Elias Kapari                           | 3:47  |
| 2.           | Simma Själv                                          | Ana Diaz, Daniel Boyacioglu, Moh Denebi                             | 3:12  |
| 3.           | Starkare                                             | Ana Diaz, Daniel Boyacioglu, Elias Kapari                           | 3:29  |
| 4.           | Allt Är Inte Alltid Så Jävla Kul Men Det Är Ändå Bra | Ana Diaz, Daniel Boyacioglu, Jonas Quant, Martin Forslund           | 3:01  |
| 5.           | Jag Kan Låta Mätaren Gå                              | Alexander Peristeris, Ana Diaz, Daniel Boyacioglu, Jesper Ljunggren | 3:42  |
| 6.           | Outro                                                | Ana Diaz, Dan Radclyffe                                             | 0:46  |
| Total längd: | Total längd:                                         | Total längd:                                                        | 17:57 |

| 1.           | Mammas Tango                  | Ana Diaz, Daniel Boyacioglu, Moh Denebi   | 3:09  |
| 2.           | Det Var Du                    | Ana Diaz, Daniel Boyacioglu, Moh Denebi   | 3:41  |
| 3.           | Nästan Där                    | Ana Diaz, Daniel Boyacioglu, Elias Kapari | 3:55  |
| 4.           | Vet Du Jag Är Över Dig        | Ana Diaz, Daniel Boyacioglu, Moh Denebi   | 3:23  |
| 5.           | Hård Mot Världen Mjuk Mot Mig | Ana Diaz, Daniel Boyacioglu, Moh Denebi   | 3:32  |
| 6.           | Outro II                      | Ana Diaz, Moh Denebi                      | 0:36  |
| Total längd: | Total längd:                  | Total längd:                              | 18:16 |

## Listplaceringar
| Lista (2016) | Topplacering |
| ------------ | ------------ |
| Sverige      | 47           |